# Hermanos de sangre (novela)
Hermanos de sangre (Título original: Brothers in Blood) es el decimotercer libro de la serie Águila, de Simon Scarrow. Esta saga narra las peripecias de dos legionarios, Cato y Macro, en las legiones del Imperio Romano a mediados del siglo I d. C.

## Argumento
El prefecto Cato, al mando de la Segunda Cohorte auxiliar Tracia de caballería (los Cuervos Sangrientos), y el centurión superior Macro, al mando de la Cuarta Cohorte, integrados en la Decimocuarta Legión continúan en la campaña militar de Britania bajo el mando del gobernador Ostorio Escápula. El objetivo del ejército romano es someter definitivamente a Carataco, rey de los catuvellaunos, que continúa su incansable lucha contra los invasores uniendo bajo su mando a todas las tribus que no desean someterse a Roma.
Los dos veteranos legionarios verán como su existencia se complica cuando descubren que las intrigas políticas de Roma, que creían haber dejado atrás, les han perseguido hasta aquella lejana provincia para poner en peligro tanto la conquista de Britania como sus propias vidas.
Y es que en Roma, Británico y Nerón, hijos del emperador Claudio, están enfrentados por convertirse en el sucesor de su padre. Sus respectivos consejeros, Narciso y Palas, protagonizan una encarnizada guerra secreta con el objetivo de socavar el poder de sus contrarios. El fracaso de la campaña en Britania sería también el fracaso de Narciso, por lo que Palas ha enviado a uno de sus agentes para sabotearla y de paso asesinar a los dos legionarios, que sirvieron a Narciso en distintas misiones.
De nuevo, Cato y Macro deberán cubrirse mutuamente las espaldas y evitar que el saboteador tenga éxito en su misión, al tiempo que deben cumplir con su deber como soldados de Roma buscando la derrota definitiva de Carataco.